# Скирмунт, Константин Генрихович
Константи́н Ге́нрихович (Конста́нты) Ски́рмунт (пол. Konstanty Skirmunt; 1866, имение Молодово, Брестский уезд, Гродненская губерния, Российская империя — 24 июля 1949, Валбжих, ПНР) — русский и польский государственный деятель и польский дипломат, министр иностранных дел Польши (1921—1922) в правительстве Антония Пониковского.

## Биография
Выходец из шляхетского рода Скирмунтов. Племянник премьер-министра Белорусской Народной Республики Романа Скирмунта. 
Родился в 1866 году имении Скирмунтов Молодово близ Пинска. В 1887 году окончил юридический факультет Петербургского университета. Являлся товарищем (заместителем) председателя совета Гродненского Общества сельского хозяйства, членом правления Сельскохозяйственного товарищества, одним из основателей Краевой партии Литвы и Белоруссии (1907). Камергер (1904). 
Был членом Государственного Совета Российской империи (1907—1914). В 1917—1918 годах — член Польского национального комитета Романа Дмовского в Париже. С 1918 года — чиновник польского министерства внутренних дел. В 1919—1921 годах — полномочный посланник в Риме, член польской делегации на Версальской конференции (1919).
С 11 июня 1921 года до 6 июня 1922 года — министр иностранных дел Польши, затем, с 1922 года, — полномочный посланник в Лондоне и потом (с 1929) посол там же до 1934 года.
Автор мемуаров («Moje wspomnienia 1866—1945»).
Умер в Валбжихе в Польше в 1949 году.

## Награды
- Большой крест ордена Возрождения Польши
- Золотой Крест Заслуги (Польша)
- Большой крест Королевского Викторианского ордена (Великобритания)
- Большой крест ордена Почётного легиона (Франция)

И мн. др.